# Strada Statale 42 del Tonale e della Mendola
Die Strada Statale 42 del Tonale e della Mendola (SS 42) ist eine italienische Staatsstraße, die 1928 zwischen Treviglio und Bozen festgelegt wurde. Sie trägt wegen ihres Verlaufes über den Tonalepass und über den Mendelpass als namentlichen Titel die Bezeichnung del Tonale e della Mendola. Sie nimmt in Bozen im Südtiroler Etschtal ihren Anfang, führt ins Überetsch und erreicht nach Überqueren des Mendelpasses das Trentino im oberen Nonstal. Von dort zieht sie sich ins Val di Sole und gelangt am Tonalepass in die Valcamonica und somit in die Lombardei. Sie folgt dem Talverlauf bis zum Iseosee hinab und endet nach dem Austritt in die Po-Ebene bei Stezzano südlich von Bergamo.
Zurück geht die SS 42 auf einen Teilabschnitt (Treviglio-Ponte Mostizzolo) die 1923 festgelegte Strada nazionale 23 und komplette Strada nazionale 24. 2001 wurde der Abschnitt zwischen Treviglio und Stezzano zur Provinzialsstraße. Östlich von Bergamo gibt es eine Schnellstraße, auf der die SS 42 gelegt wurde. Diese ist die Verlängerung der SS 671, welche östlich und südlich um Bergamo geführt wurde. Lovere und das benachbarte Costa Volpino werden jeweils durch einen Tunnel umgangen. Im weiteren Verlauf bis vor Malonno liegt die SS 42 auf einer Schnellstraße. Die SS 294 ist zweimal an die SS 42 angeschlossen, da sie von dieser abzweigt, über den Presolanapass führt, um dann wieder ins Tal mit der SS 42 zu verlaufen.

## Verwaltung
Bis 1997 wurde der gesamte Streckenabschnitt von der Azienda Nazionale Autonoma delle Strade, besser bekannt als ANAS, betrieben. 1998 wurden die Abschnitte zwischen dem Tonale- und Mendelpass der Autonomen Provinz Trient und zwischen Mendelpass und Bozen der Autonomen Provinz Bozen – Südtirol übertragen. Der Abschnitt Treviglio – Bergamo wurde 2001 an die Region Lombardei abgegeben, die ihn wiederum an die Provinz Bergamo übertrug. Das Teilstück von Bergamo zum Tonalepass blieb dagegen unter der Verwaltung der ANAS.

## Mendelrennen
Zwischen 1930 und 1988 fanden auf der Südtiroler Seite der SS 42 (Mendelpassstraße) das Mendelrennen statt. 2011 wurde das Rennen als Revival Bozen-Mendel für historische Fahrzeuge reaktiviert

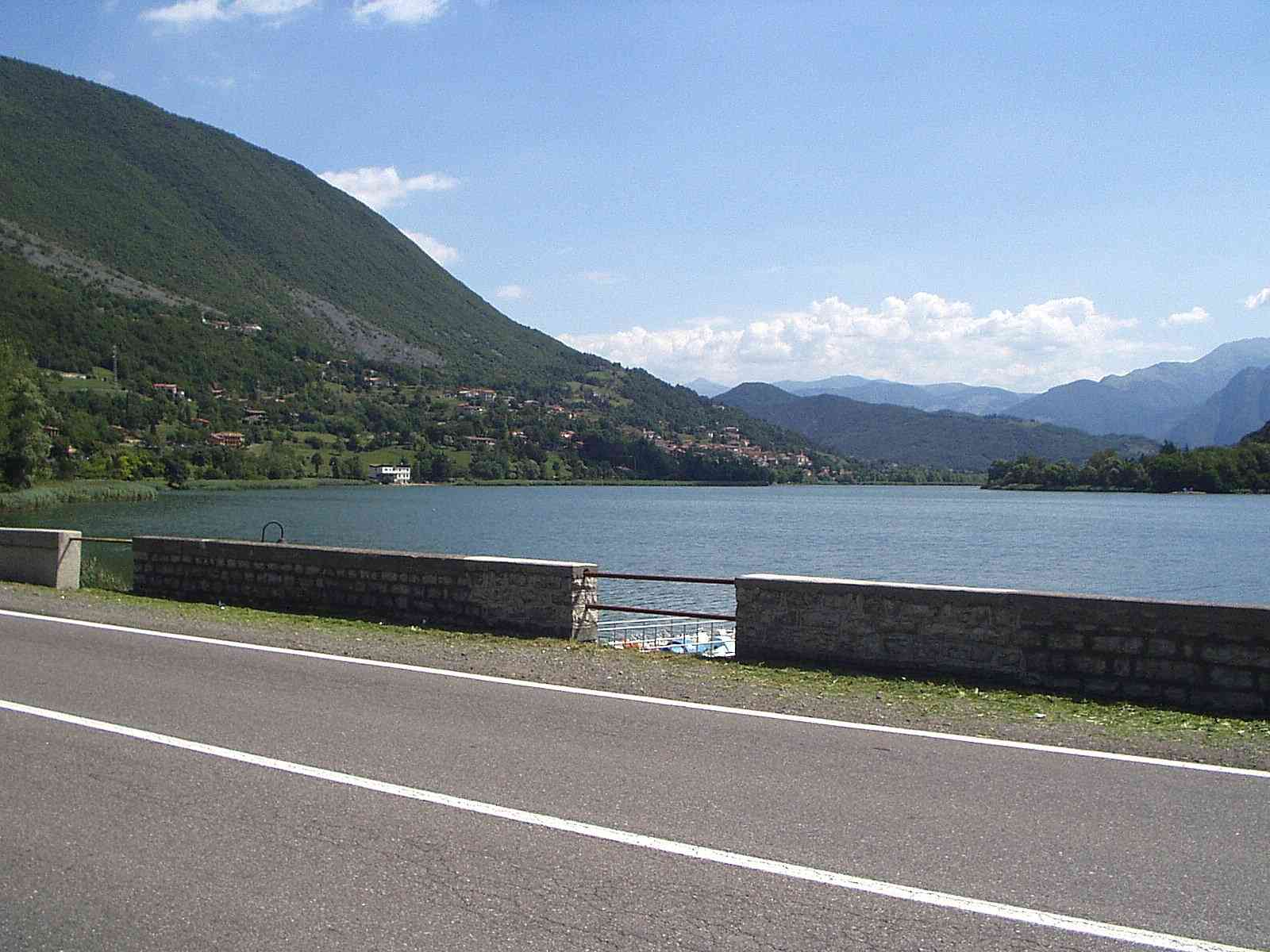
Am Lago di Endine
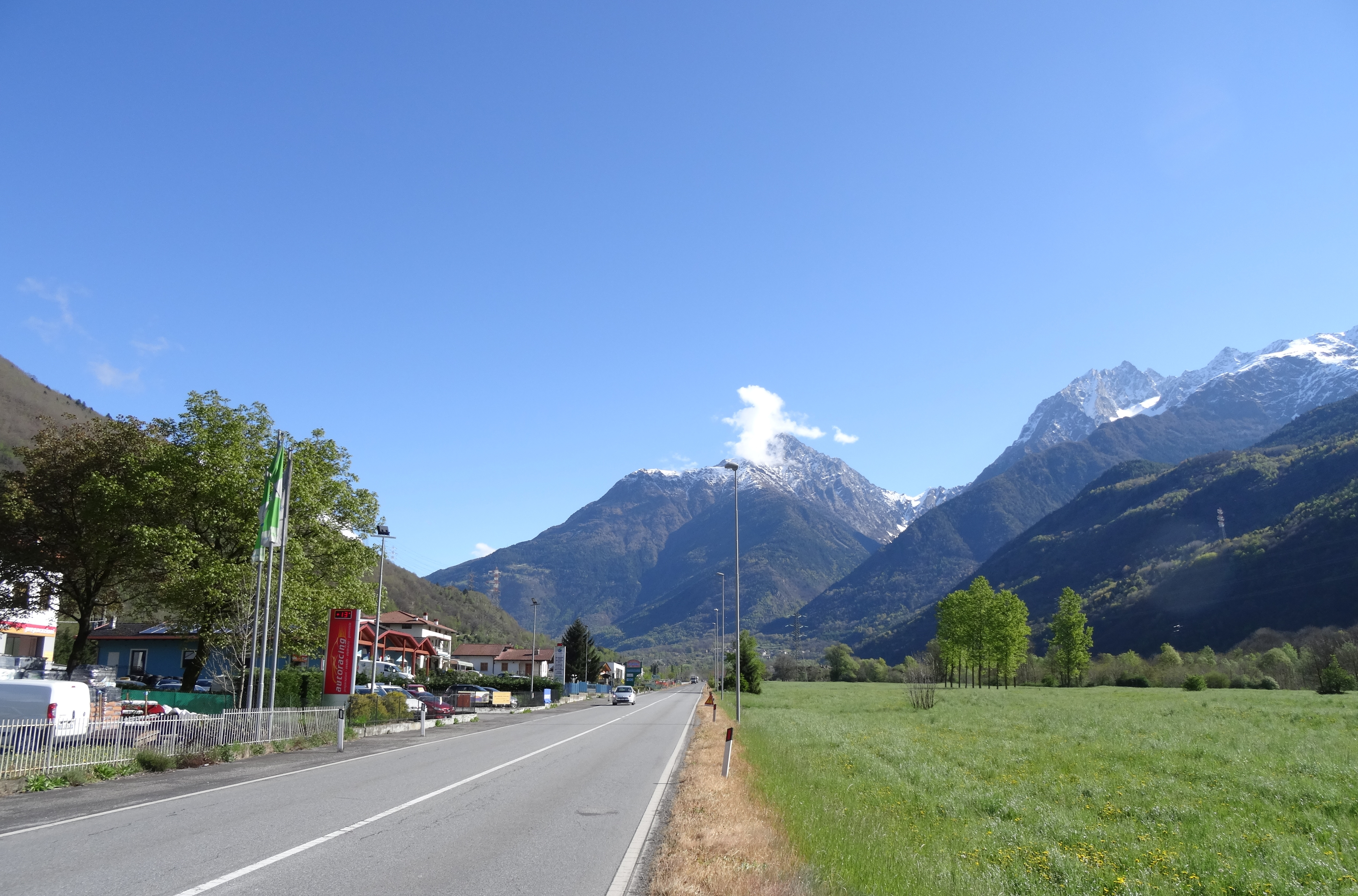
Im Val Camonica
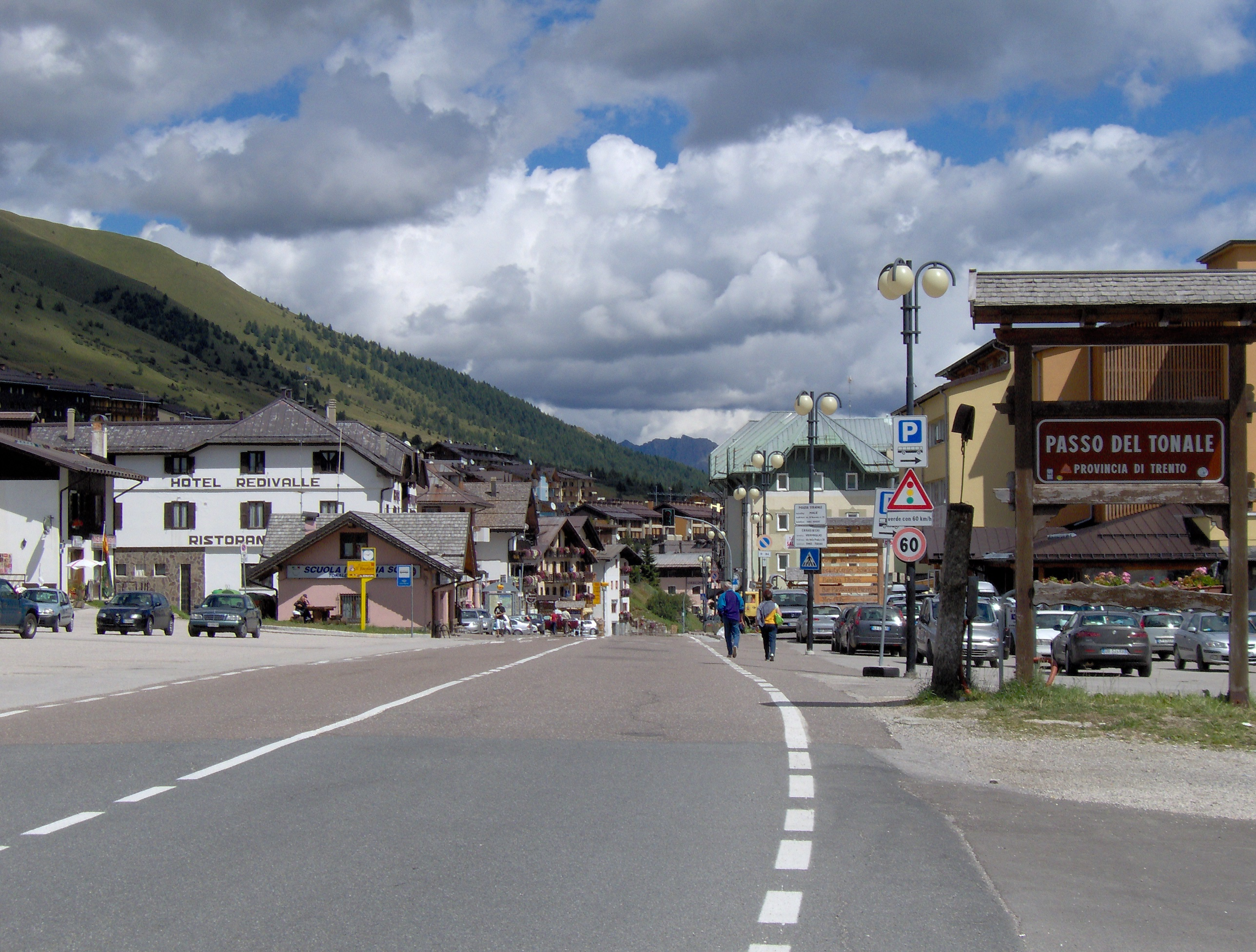
Am Tonalepass
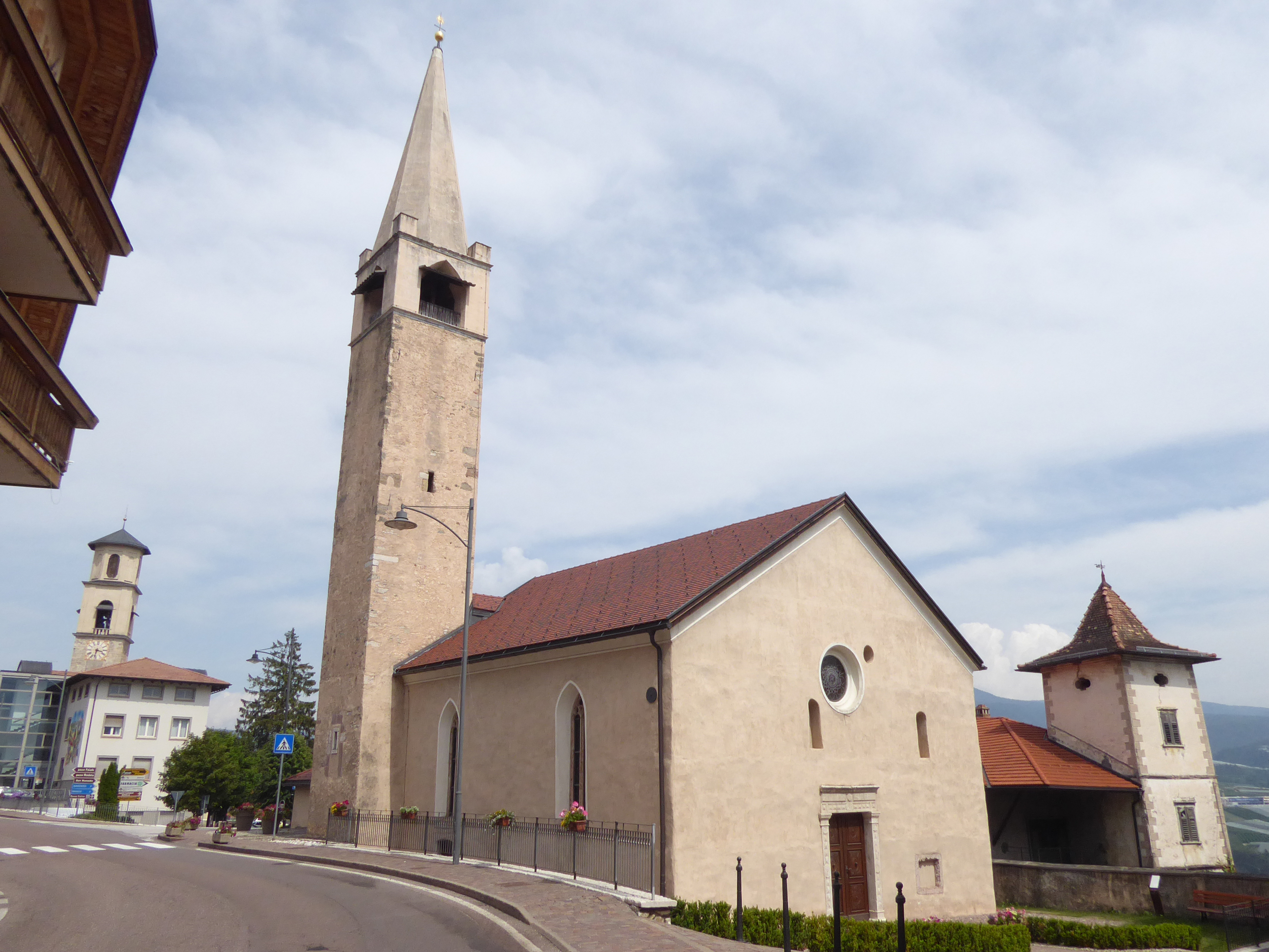
In Revò im Nonstal
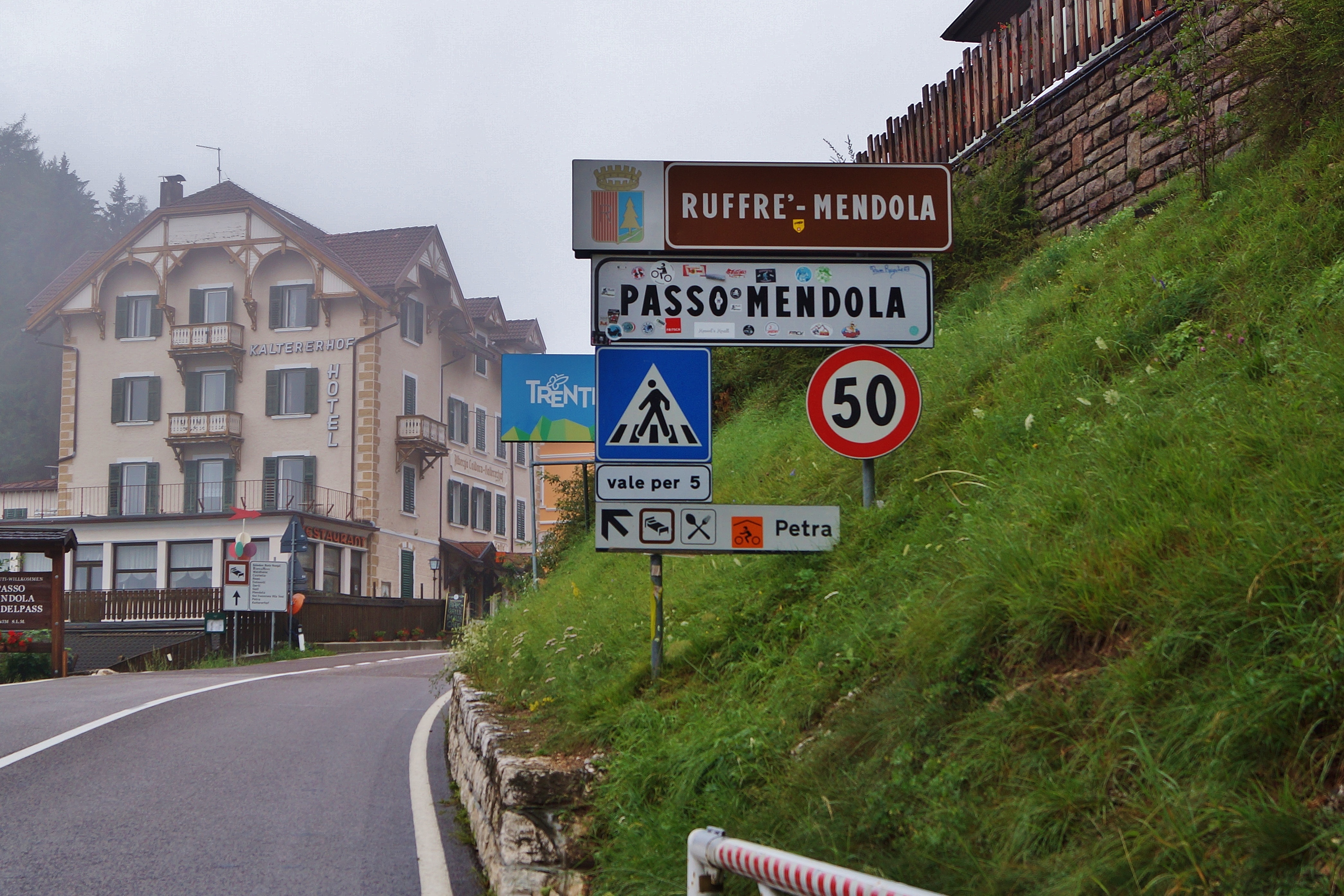
Am Mendelpass